# Identificador de circuito virtual
Um Identificador de Circuito Virtual (ICV), do Inglês Virtual Circuit Identifier (VCI), é um identificador único que indica um circuito virtual em particular em uma rede. Ele é um campo de 16 bits no cabeçalho de uma célula ATM. O ICV, junto com o Identificador de Rota Virtual (IRV) é usado para identificar o próximo destino de uma célula que atravessa uma série de comutadores (switches) ATM em seu trajeto para seu destino.
Comutadores ATM usam os campos ICV/IRV para identificarem um Elace de Canal Virtual (ECV) da próxima rede que a célula precisará transitar em seu trajeto para seu destino final. A função do ICV é semelhante aquela do identificador de conexão de enlace de dados (ICED) no frame relay e ao Número de Canal Lógico & Número de Grupo de Canal Lógico no X.25.